# Euaugaptilus longiantennalis
Euaugaptilus longiantennalis är en kräftdjursart som beskrevs av Mungo Park 1970. Euaugaptilus longiantennalis ingår i släktet Euaugaptilus och familjen Augaptilidae. Inga underarter finns listade i Catalogue of Life.